# Штубник, Криста
Криста Штубник ( Christa Stubnick, урождённая Зелигер, нем. Seliger; 12 декабря 1933, Гарделеген, Саксония-Анхальт — 13 мая 2021, Боркен) — восточногерманская легкоатлетка, двукратный серебряный призёр летних Олимпийских игр 1956 года в беге на 100 и 200 м.

## Биография
Криста Зелигер родилась в 1933 году. С 1952 года она занималась лёгкой атлетикой в Потсдаме под руководством тренера Макса Шоммлера. В 1953 году её удостоили титула Спортсменки года Германии. В 1954 году на Всемирных университетских играх в Будапеште она победила на дистанциях 100 и 200 м.
На летних Олимпийских играх 1956 года в Мельбурне Штубник как представительница объединённой германской команды завоевала серебряные медали в спринте на дистанциях 100 м (11,7 с) и 200 м (23,7 с), в обоих случаях уступив австралийке Бетти Катберт. Немки также заняли шестое место в эстафете 4х100 метров.
В июне 1956 года в Берлине Штубник установила европейский рекорд в беге на 100 м (11,5 с). В сентябре она установила европейский рекорд в беге на 200 м (23,5 с). Также в составе сборной установила несколько мировых рекордов в беге в эстафете. На чемпионате Европы по лёгкой атлетике 1958 года в Стокгольме Штубник завоевала бронзовую медаль в беге на 100 м. Она не приняла участие в летних Олимпийских играх 1960 года из-за травмы.
В 1954 году Криста вышла замуж за чемпиона ГДР по боксу в тяжёлом весе Эриха Штубника. Они жили в Дрездене до 1966 года. После развода в 1967 году Криста уехала в Магдебург, вышла замуж во второй раз. В 1971 году завершила спортивную карьеру. В дальнейшем Криста Фишер работала в народной полиции, получила звание майора. В 1973—1990 годах была членом Национального олимпийского комитета ГДР. Фишер ушла из жизни в 2021 году.